# Жеймяльское староство
Жеймяльское староство (лит. Žeimelio seniūnija) — одна из 8 административно-территориальных единиц Пакруойского района, Шяуляйского уезда Литвы. Административный центр — местечко Жеймялис.

## География
Расположено в Земгальской низменности на севере Литвы, в северной части Пакруойского района.
Граничит с Пашвитинским староством на юго-западе, Линкувским — на юге, Гуостагальским — на юго-востоке, Вашкайским староством Пасвальского района — на востоке, Крюкайским староством Йонишкского района — на западе, Рундальской и Свитенской волостями Рундальского края Латвии — на севере, а также Ислицкой волостью Бауского края Латвии — на северо-востоке и востоке.

## Население
Жеймяльское староство включает в себя местечко Жеймялис, 55 деревень и 2 хутора.